# Absalons Borg
Absalons Borg var en fæstning på Slotsholmen i København, der lå på det sted, hvor senere Københavns Slot og Christiansborg Slot kom til at ligge. Borgen blev ifølge Saxo Grammaticus grundlagt i 1167 af Biskop Absalon som beskyttelse for handelspladsen Havn. I 1368 blev borgen erobret af Hansestæderne og revet ned året efter.
Borgen bestod af en op mod 5 meter høj ringmur, der omsluttede en borgplads med forskellige bygninger, blandt andet et palatium, kapel og forskellige mindre bygninger. Rester af Absalons borg findes i de overdækkede udgravninger under Christiansborg Slot.

## Historie
Ifølge Saxo Grammaticus blev borgen opført i 1167 af Biskop Absalon af Roskilde, der forinden havde fået overdraget byen Havn af Kong Valdemar den Store. I 1182 testamenterede Absalon borgen til Roskilde bispestol til evig eje, men forbeholdt sig dog selv livsvarig ret til at benytte borgen.
Ved Absalons død i 1201 overgik borgen til Roskilde bispestol, men få årtier senere brød modsætningen mellem kongemagten og kirkemagten ud. En langvarig magtkamp begyndte, hvor herredømmet over borg og by bølgede frem og tilbage mellem konge og biskop.
I 1245 kom Biskop Niels Stigsen i strid med Kong Erik Plovpenning, som inddrog Roskilde bispestols besiddelser, herunder København med borgen. Selv om Niels Stigsen lyste interdikt over Roskilde Stift og fik støtte fra Pave Innocens 4., fastholdet kongen herredømmet over borgen. I 1249 hærgede en flåde fra hansestaden Lübeck, der var bekymret for Københavns stigende position som handelscentrum, byen og dens omegn og plyndrede borgen. Først efter Erik Plovpennings død i 1250 gav Kong Abel borgen og byen tilbage til Niels Stigsens efterfølger, Biskop Jakob Erlandsen.
Jakob Erlandsen blev ærkebiskop af Lund i 1254 og kom i strid med Kong Christoffer 1, der beslaglagde borgen. I 1259 allierede Jakob Erlandsens søstersøn og efterfølger Biskop Peder Bang sig med Fyrst Jaromar 2. af Rügen, erobrede København og plyndrede både borgen og byen.
Situationen synes dog at være kommet ud af kontrol for biskoppen, og et pavebrev pålagde efterfølgende beboerne på Rügen at erstatte Roskilde bispestol for ødelæggelserne på borgen i København.
Kong Erik Klipping beholdt imidlertid herredømmet over borgen til 1274. Borgen kom herefter atter på Roskildebispens hænder, men magtkampen mellem kirke og konge fortsatte. I 1295 var det dog Københavns egne borgere, der angreb borgen i protest mod nye vedtægter for byen udstedt af Biskop Johannes Krag. Borgerne forsamlede sig foran borgen, som de bl.a. angreb med armbrøste. Det lykkedes dog biskoppen at slå oprøret ned, og borgerne måtte indgå et forlig, hvor de lovede at overholde de nye vedtægter.
I 1329 mistede Roskildebispen på ny magten over borgen, da den blev pantsat til Grev Johan af Holsten. I de følgende år blev borgen kastebold mellem en række panthavere: greverne af Holsten, de holstenske adelsmænd og kongen af Sverige. I 1343 lykkedes det Kong Valdemar Atterdag at indløse borgen fra den svenske konge Magnus Smek, der var indehaver af pantet på det tidspunkt. I 1350 afstod Biskop Henrik Gertsen borgen til Valdemar Atterdag for livstid.
Borgen spillede en vigtig rolle for kongen, og flere vigtige begivenheder fandt sted her. I 1359 trolovedes hans 6-årige datter Margrete (den senere Margrete 1.) med kong Håkon 6. af Norge, og i 1363 fejredes deres højtidelige bryllup på borgen. Det var bl.a. dette ægteskab, der skulle komme til at lægge grunden til Kalmarunionen.
I 1368 mødte borgen sit endeligt, da en koalition af Valdemar Atterdags fjender, bl.a. Hanseforbundet, Albrecht af Mecklenburg, hertugen af Mecklenburg og greverne af Holsten erobrede København og borgen. For at forhindre danskerne i at generobre København og bruge borgen til at fastholde byen, besluttede hanseaterne at ødelægge Absalons Borg, og der blev derfor hidkaldt 47 stenghuggere blev hidkaldt fra Lübeck, Rostock og Stralsund, der rev borgen ned i slutningen af 1369.
Efter nedrivningen blev resterne af borgen overdækket med en banke, hvorpå først Københavns Slot og siden Christiansborg Slot blev opført. I starten af 1900-tallet blev ruinerne genfundet og udgravet i forbindelse med genopførelsen af Christiansborg Slot efter branden i 1884. Ruinerne af Absalons borg kan i dag ses i de overdækkede udgravninger under det nuværende Christiansborg Slot.

## Borgen
Der findes ingen bevarede gengivelse af borgen, men udgravninger foretaget i 1907 og 1917 har bragt gode oplysninger om den gamle borgs beliggenhed og konstruktion. De bevarede bygningsrester udgør dog kun af en del af den gamle borg, da store dele af anlægget blev ryddet i 1730'erne for at gøre plads til fundamentet til det første Christiansborg.

### Ringmuren
Borgen har bestået af en tyk ringmur. Muren var en såkaldt kassemur, der bestod af en udvendig og indvendig murskal med et fyld af kampesten og kalkmørtel. Den indre murskal var af kamp- og kridtsten, den ydre udelukkende af smukke, regelmæssige kridtstenskvadre. Kvadrene, især på ydersiden, vidner om særdeles omhyggelig tildannelse og solid opbygning. Muren har sandsynligvis været op mod 5 m høj og står endnu over en strækning på 38–40 m i op til ca. 2 m højde.

### Bygninger inden for ringmuren
Ringmuren omgav en borgplads og havde en diameter på ca. 53 m. Inden for muren lå forskellige bygninger opført i tegl. Under udgravningerne blev der bl.a. fundet rester af et fleretages hus med to rum. I det ene rum er fundet rester af en brønd og to bageovne. Blandt de bevarede bygningsdele ses også resterne af to simplere enetages huse, der formodentlig har været brugt som depot, værksted eller bolig for borgens beboere. Endvidere er der i ruinerne fundet rester af en væltet mur fra en større og prægtigere bygning, der muligvis har været borgens palatium.
Endelig er der også i en af brøndene fundet bygningsfragmenter, der under nedrivningen af borgen er blevet smidt derned. Disse stens udformning tyder på, at de stammer fra et kirkeligt byggeri, muligvis borgens kapel.

### Senere tilbygninger
Rundt omkring i udgravningerne ses eksempler på forstærkning af borgen, der ikke er planlagt sammen med ringmuren men tilføjet ved senere ombygninger. Særligt er borgen blevet forstærket ved tilbygning af murstenstårne. I ruinerne ses således resterne af to tårne. Af det ene er kun fundamentet bevaret, mens det andet tårn er særdeles velbevaret. Det kan ses i dag som et mægtigt rektangulært tårn af munkesten. Tårnene forbedrede forsvaret, da det ved hjælp af dem blev muligt at beskyde fjender langs med ringmuren.